# Reinhard Schaletzki
Reinhard Schaletzki (Gleiwitz, 21 mei 1916 – 20 maart 1995) was een Duits voetballer. 
Schaletzki begon zijn carrière bij VfB 1910 Gleiwitz en maakte in 1937 de overstap naar Vorwärts-RaSpo Gleiwitz, de grootste club van de stad. Door zijn goede prestaties werd hij in 1939 opgeroepen voor twee interlands tegen Noorwegen en Estland. In 1943 maakte hij de overstap naar Breslauer SpVgg 02.
Na de oorlog verhuisde hij naar het westen van Duitsland en ging hij voor de Stuttgarter Kickers spelen. 